# Kabupaten Majalengka
Kabupaten Majalengka är ett kabupaten i Indonesien.   Det ligger i provinsen Jawa Barat, i den västra delen av landet, 170 km öster om huvudstaden Jakarta. Antalet invånare är 1 238 218.